# Дако-Джетика
«Дако-Джетика» Бухаре́ст (рум. CS Daco-Getica București ) — румынский футбольный клуб из города Бухарест. Основан в 1992 году. До лета 2018 года был известен как «Ювентус» Бухарест. На данный момент выступает во второй лиге Румынии по футболу.

## История

### Оригинальный «Ювентус» (1924)
Конец 1924 года стал важным событием в истории Бухареста и Румынии. Клубы РОМКОМ и Триумф, вызванные финансовыми соображениями, объединились с подписанием свидетельства о создании одной из сильнейших команд в довоенном Бухаресте «Ювентус». «Ювентус Бухарест» сразу после дебюта одержал несколько престижных побед. 29 июня 1925 года перед 4000 зрителями была обыграна Славия Прага 2-1, а 6 сентября того же года «Ювентус» выиграл 3-0 у софийской Славии. «Ювентус» вступает в борьбу за титул чемпиона с сезона 1925/26. В котором получили следующие результаты: победы 4-1 над Крайовой, 3-1 над Сибиу, в полуфинале по сумме двух матчей обыграли Молнию из Кишинёва 2-2 и 4-1, а в финале проиграли команде Кинезул Тимишоара 0-3, которая выиграла шесть титулов национальной лиги (с 1922 по 1927 годы). Четыре года спустя в сезоне 1929/30 Ювентус впервые стал чемпионом Румынии, разгромив Дачию Унирю Брэилу 16-0, затем обыграли команду Михаэля Храброго из Кишинева 4-2, а в финале выиграли у Глории из Арада 3-0.
С сезона 1932/33 футбол в Румынии начал проходить по дивизионной формуле. В первом сезоне «Ювентус» не участвует, но играет в семи следующих, занимая места: 1933/34 — 4-е место во второй группе, 1934/35 — 11-е, 1935/36 — 3-е, 1936/37 — 7-е, 1937/38 — 4-е во второй группе, 1938/39 — 8-е, 1939/40 — 11-е (вылет во второй дивизион). В чемпионате 1940/41 Ювентус занял 1-е место в третьей группе Второго дивизиона, дающей право на продвижение в дивизион А. Началась война, чемпионат был прерван и возобновился с сезона 1946/47. В шести сезонах чемпионата после войны (1946—1952), Ювентус играл под разными названиями и занимал следующие позиции в турнире Первого дивизиона: 1946/47 — 4-е «Ювентус», 1947/48 — 5-е «Дистрибутия», 1948/49 — 7-е «Петролул», 1950 — 10-е «Партизанул», 1951 — 5-е «Флакэра», 1952 — 11-е «Флакэра» (вылет во второй дивизион). В 1952 году команда переезжает из Бухареста в Плоешти и далее продолжает выступления в чемпионатах Румынии как Петролул.

Эмблема «Ювентус Бухарест»

### Новый «Ювентус» (1992–2018)
В 1992 году, после 68 лет со дня рождения оригинального «Ювентуса Бухарест» и 40 лет с момента его превращения в Петролул, был создан новый клуб.
Таким образом, под покровительством футбольного человека Илие Ионел Чюклеа был основан футбольный клуб «Ювентус», который с самого начала хотел стать настоящей школой для перспективных профессиональных футболистов.

### Выход в Лигу I (2015–2018)
После победы во второй серии в Лиге III в сезоне 2015/16 «Ювентус» вернулся в Лигу II после 4-летнего отсутствия. В следующем году Румынская федерация футбола изменила систему Лиги II с 2 сериями, преобразовав её в лигу только с одной серией из 20 команд.
В сезоне 2016/17 «Ювентус» стал победителем Лиги II и впервые в истории вышел в Лигу I.
По итогам сезона 2017/18 «Ювентус» занял последнее место в Лиге I и вылетел обратно в Лигу II.

### «Дако-Джетика» (с 2018 года)
После вылета из Лиги I клуб был вынужден сменить название после того, как туринский «Ювентус» потребовал убрать слово «Ювентус» из названия команды. Таким образом, с лета 2018 года команда стала называться «Дако-Джетика Бухарест», отсылка на народ Дако-Гетов, принадлежащий фракийской ветви, которые жили на территории Румынии в прошлом и считаются предшественниками румынского народа.

## Достижения

### Национальные
- Лига II
  -  Чемпион (1): 2016/17
- Лига III
  -  Чемпион (2): 2009/10, 2015/16
  -  Второе место (5): 1998/99, 2001/02, 2006/07, 2007/08, 2014/15